# مكدامية معرقة الأوراق

مكدامية معرقة الأوراق (الاسم العلمي:Macadamia neurophylla) هي نوع نباتي يتبع جنس المكدامية من الفصيلة البروطية.